# Oite (tàu khu trục Nhật) (1924)
Oite (tiếng Nhật: 追風) là một tàu khu trục hạng nhất, thuộc lớp Kamikaze của Hải quân Đế quốc Nhật Bản bao gồm chín chiếc, được chế tạo sau khi Chiến tranh Thế giới thứ nhất kết thúc. Rất hiện đại vào lúc đó, những con tàu này đã phục vụ như những tàu khu trục hàng đầu trong những năm 1930, nhưng được xem là đã lạc hậu vào lúc Chiến tranh Thái Bình Dương nổ ra. Ngoài một vài trận chiến, Oite hầu như chỉ sử dụng trong vai trò tuần tra và hộ tống cho đến khi bị máy bay Hải quân Mỹ đánh chìm ngày 18 tháng 2 năm 1944 tại Truk trong Chiến dịch Hailstone.

## Thiết kế và chế tạo
Việc chế tạo lớp tàu khu trục cỡ lớn Kamikaze được chấp thuận như một phần của Chương trình phát triển Hạm đội 8-4 trong năm tài chính 1921–1923 dành cho Hải quân Đế quốc Nhật Bản. Thiết kế của chúng là sự tiếp nối của lớp Minekaze trước đó, vốn chia sẻ nhiều đặc tính thiết kế chung. Được chế tạo tại xưởng đóng tàu Uraga, Oite được đặt lườn vào ngày 16 tháng 3 năm 1923, được hạ thủy vào ngày 27 tháng 11 năm 1924 và được đưa ra hoạt động vào ngày 30 tháng 10 năm 1925. Khi đưa vào hoạt động nó chỉ được gọi đơn giản là "Tàu khu trục số 11" (第十一号駆逐艦, Dai-11-Gō Kuchikukan) trước khi được đặt tên Oite vào ngày 1 tháng 8 năm 1928.

## Lịch sử hoạt động
Vào lúc xảy ra cuộc tấn công Trân Châu Cảng, Oite nằm trong thành phần Hải đội Khu trục 6 thuộc Phân hạm đội Khu trục 29 của Hạm đội 4 Hải quân Đế quốc Nhật Bản đặt căn cứ tại Truk. Nó tham gia trận chiến đảo Wake, chịu đựng hư hại nhẹ bởi hỏa lực pháo phòng thủ duyên hải Mỹ trong khi tìm cách cho đổ bộ một đơn vị Lực lượng Đổ bộ Hải quân Đặc biệt không thành công vào ngày 11 tháng 12. Trong một nỗ lực chiếm đóng thứ hai vào ngày 23 tháng 12, Oite đã cho đổ bộ thành công mà không bị thiệt hại.
Từ tháng 1 đến tháng 3 năm 1942, Oite hỗ trợ cho lực lượng Nhật Bản tấn công chiếm đóng Rabaul, New Britain và Lae; rồi quay trở về xưởng hải quân Sasebo để sửa chữa vào tháng 4. Vào cuối tháng 4, Oite hộ tống một đoàn tàu vận tải từ Sasebo đến Truk. Trong Trận chiến biển Coral vào các ngày 7-8 tháng 5 năm 1942, Oite được phân về lực lượng đổ bộ trong Chiến dịch Mo nhắm vào cảng Moresby. Khi chiến dịch này bị hủy bỏ, nó được phân công đến khu vực quần đảo Solomon, tiến hành tuần tra từ Rabaul và hộ tống cho việc vận chuyển một đội xây dựng sân bay từ Truk đến Bougainville và Guadalcanal. Vào tháng 8 năm 1942, Oite thực hiện một chuyến "Tốc hành Tokyo" vận chuyển binh lính đến tăng cường cho Guadalcanal, nhưng vào cuối tháng được điều trở lại nhiệm vụ hộ tống cho các cuộc đổ bộ lực lượng lên Nauru và đảo Ocean.
Từ tháng 9 năm 1942, Oite thực hiện các chuyến tuần tra tại khu vực trung tâm Thái Bình Dương, và hộ tống các đoàn tàu vận chuyển binh lính từ Palau đến Solomon cho đến tháng 9 năm 1943. Vào ngày 21 tháng 9 năm 1943, đang khi hộ tống một đoàn tàu vận tải từ Truk đi ngang qua Saipan để đến Yokosuka, Oite trúng phải một quả ngư lôi, nhưng may mắn là quả ngư lôi bị tịt ngòi và chỉ gây hư hại nhẹ. Oite tiếp tục đảm nhận vai trò hộ tống cho đến tháng 2 năm 1944, đi lại giữa các đảo chính quốc Nhật Bản và Saipan, và giữa Saipan và Rabaul, trong tình hình tổn thất gây ra bởi tàu ngầm Mỹ ngày càng gia tăng.
Ngày 16 tháng 2 năm 1944, Oite đang hộ tống chiếc tàu tuần dương Agano bị hư hại từ Truk quay về Nhật Bản, khi Agano lại trúng ngư lôi phóng từ tàu ngầm Mỹ Skate và bị chìm. Oite cứu được 523 người trong thủy thủ đoàn của Agano và quay trở lại Truk. Tuy nhiên, đúng vào lúc Oite về đến cảng Truk vào ngày 18 tháng 2, căn cứ Nhật Bản tại đây phải chịu đựng một cuộc không kích của máy bay Hải quân Hoa Kỳ trong Chiến dịch Hailstone. Oite trúng phải ngư lôi, vỡ làm đôi và chìm gần như ngay lập tức ở tọa độ 7°40′B 138°57′Đ / 7,667°B 138,95°Đ, làm thiệt mạng 172 trong số 192 thành viên thủy thủ đoàn và toàn bộ 523 người sống sót của chiếc Agano.
Oite được rút khỏi danh sách Đăng bạ Hải quân vào ngày 31 tháng 3 năm 1944. Xác tàu đắm của chiếc Oite được phát hiện vào tháng 3 năm 1986 ở độ sâu khoảng 60 m (200 ft), vỡ làm hai phần ở cách nhau khoảng 12 m (40 ft). Phần mũi của con tàu bị lật úp với cầu tàu ngập sâu trong bùn, trong khi phần đuôi ở tư thế thẳng đứng.

## Danh sách thuyền trưởng
- Thiếu tá Masakuni Sakari (sĩ quan trang bị trưởng): 1 tháng 4 năm 1925 - 30 tháng 10 năm 1925
- Thiếu tá Masakuni Sakari: 30 tháng 10 năm 1925 - 15 tháng 10 năm 1926
- Thiếu tá Chuichi Suga: 15 tháng 10 năm 1926 - 10 tháng 5 năm 1929
- Thiếu tá Masatomi Kimura: 10 tháng 5 năm 1929 - 5 tháng 9 năm 1929
- Lực lượng dự bị: 5 tháng 9 năm 1929 - 30 tháng 11 năm 1929
- Thiếu tá Heitaro Edo: 30 tháng 11 năm 1929 - 2 tháng 11 năm 1931
- Thiếu tá Isamu Fukuda: 2 tháng 11 năm 1931 - 10 tháng 3 năm 1932
- Thiếu tá Seiki Nakatsu: 10 tháng 3 năm 1932 - 15 tháng 11 năm 1932
- Thiếu tá Torajiro Sato: 15 tháng 11 năm 1932 - 15 tháng 11 năm 1934; thăng Trung tá
- Thiếu tá Kenji Nakamura: 15 tháng 11 năm 1934 - 21 tháng 11 năm 1935
- Thiếu tá Toshimichi Ohara: 21 tháng 11 năm 1935 - 1 tháng 12 năm 1936
- Thiếu tá Itaru Kitano: 1 tháng 12 năm 1936 - 1 tháng 6 năm 1938
- Thiếu tá Yuji Yamamoto: 1 tháng 6 năm 1938 - 10 tháng 11 năm 1938
- Thiếu tá Yasuatsu Suzuki: 10 tháng 11 năm 1938 - 15 tháng 11 năm 1939
- Thiếu tá Tsutomu Hagio: 15 tháng 11 năm 1939 - 15 tháng 4 năm 1941
- Thiếu tá Yoshio Yanase: 15 tháng 4 năm 1941 - 30 tháng 10 năm 1942; thăng Thiếu tá 15 tháng 10 năm 1941
- Thiếu tá Toshihiko Tomita: 30 tháng 10 năm 1942 - 20 tháng 10 năm 1943; thăng Thiếu tá 1 tháng 11 năm 1942
- Đại úy Yasuhiro Uono: 20 tháng 10 năm 1943 - 18 tháng 2 năm 1944; tử trận; được truy phong Thiếu tá

### Sách
- D'Albas, Andrieu (1965). Death of a Navy: Japanese Naval Action in World War II. Devin-Adair Pub. ISBN 0-8159-5302-X.
- Brown, David (1990). Warship Losses of World War Two. Naval Institute Press. ISBN 1-55750-914-X.
- Devereaux, Colonel James P.S., USMC (1947). The Story of Wake Island. The Battery Press. ISBN 0-89839-264-0.{{Chú thích sách}}:  Quản lý CS1: nhiều tên: danh sách tác giả (liên kết)
- Dull, Paul S. (1978). A Battle History of the Imperial Japanese Navy, 1941-1945. Naval Institute Press. ISBN 0-87021-097-1.
- Howarth, Stephen (1983). The Fighting Ships of the Rising Sun: The Drama of the Imperial Japanese Navy, 1895–1945. Atheneum. ISBN 0689114028.
- Jentsura, Hansgeorg (1976). Warships of the Imperial Japanese Navy, 1869–1945. US Naval Institute Press. ISBN 087021893X.
- Lindemann, Klaus (2005). Hailstorm Over Truk Lagoon: Operations Against Truk by Carrier Task Force 58, and the Shipwrecks of World War II. Oregon, USA: Resource Publications. ISBN 1-59752-347-X.
- Morison, Samuel Eliot (1949 (reissue 2001)). Coral Sea, Midway and Submarine Actions, tháng 5 năm 1942-tháng 8 năm 1942, vol. 4 of History of United States Naval Operations in World War II. Champaign, Illinois, USA: University of Illinois Press. ISBN 0-252-06995-1. {{Chú thích sách}}: Kiểm tra giá trị ngày tháng trong: |year= (trợ giúp)Quản lý CS1: năm (liên kết)
- Watts, Anthony J (1967). Japanese Warships of World War II. Doubleday. ASIN B000KEV3J8.
- Whitley, M J (2000). Destroyers of World War Two: An International Encyclopedia. London: Arms and Armour Press. ISBN 1854095218.